# I Can’t Breathe
I Can’t Breathe (englisch für „Ich kann nicht atmen!“) wurde 2014 und erneut 2020 zu einer Parole der Bewegung Black Lives Matter, die Polizeigewalt gegen Schwarze anklagt. Sie geht zurück auf den Todesfall Eric Garner am 17. Juli 2014.

## Hilferuf und Parole

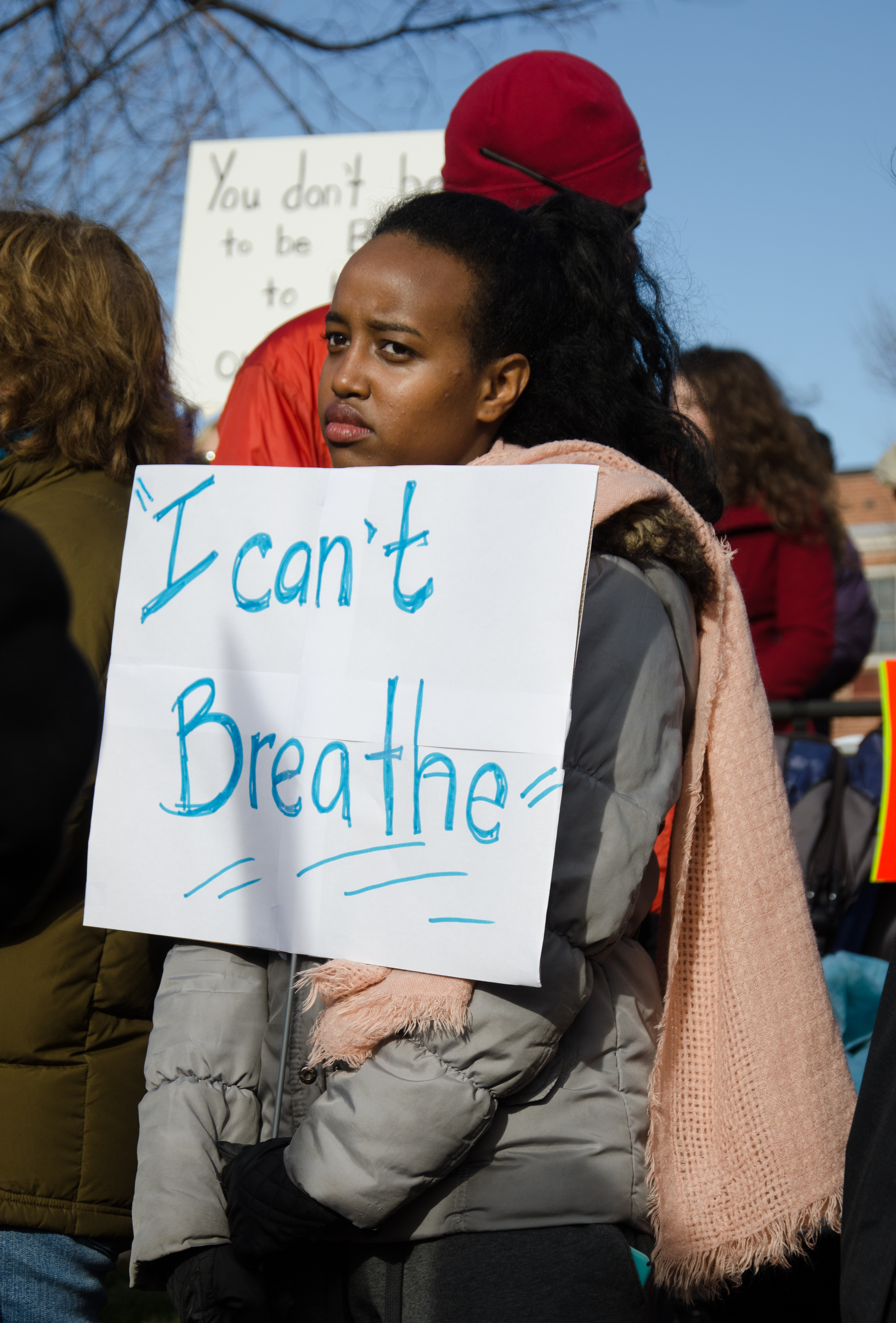
Protest in Berlin (Massachusetts), Dezember 2014

Die Parole geht als Zitat zurück auf den Todesfall Eric Garner am 17. Juli 2014, als in New York der 43-jährige asthmakranke Afroamerikaner, übergewichtig und größer als mehrere umstehende uniformierte und zivilgekleidete Polizeibeamte, von diesen bei der Festnahme zu Boden gerungen wurde, wobei auch ein verbotener Würgegriff zum Einsatz kam. Auf zwei Videoaufnahmen ist dokumentiert, wie Garner mehrfach vernehmlich „I can’t breathe“ rief und dann verstarb. Eine Grand Jury entschied am 3. Dezember 2014, den Hauptakteur der Polizei nicht anzuklagen, was zu Solidaritätsbekundungen und Protesten führte.
Die Tötung von George Floyd am 25. Mai 2020, inmitten der COVID-19-Pandemie und im US-Wahlkampf während der Präsidentschaft von Donald Trump,
wurde in Minneapolis durch Videos von Außenstehenden dokumentiert und zeitnah im Internet veröffentlicht. Der 46-jährige Afroamerikaner George Perry Floyd kam durch eine gewaltsame Festnahme ums Leben, bei der er minutenlang I can't breathe rief, als er auf dem Boden lag und der Polizist D. Chauvin auf seinem Hals kniete.
Durch die Body-Cam-Aufnahmen der Beamten wurde später bekannt, dass Floyd angab, klaustrophobisch zu sein und darum bat, auf dem Boden liegen zu dürfen. Die Polizisten versuchten, Floyd auf dem Rücksitz des Streifenwagens zu platzieren, wogegen sich Floyd zunächst zur Wehr setzte. Er bot an, vorne im Wagen Platz zu nehmen, was die Beamten ihm jedoch nicht erlaubten. Als der Beamte Kueng den sich widersetzenden Floyd über den Rücksitz des Streifenwagens auf die andere Seite des Fahrzeugs zog, äußerte dieser zum ersten Mal, dass er nicht atmen könne. Als Floyd sich wiederholt mit dem Satz „I can’t breathe!“ äußerte, bat ein Passant die Beamten, ihn atmen zu lassen. Floyd warnte außerdem, er würde gleich sterben, woraufhin ihn der Beamte Thao aufforderte, sich zu entspannen. Floyd verlor das Bewusstsein und starb, dies führte zu Protesten.
Laut der New York Times wurde der Ausruf bis Juni 2020 von über 70 Personen getätigt, die in Polizeigewahrsam gestorben seien.

## Medizinischer Hintergrund
Bevor der Betroffene in Bauchlage auf dem Boden liegt, und oft von mehreren Polizisten teilweise mit den Körpergewicht zu Boden gedrückt wird ("takedown"), ist es in der Regel zu einer intensiven körperlichen Aktivität und Kampfhandlung gekommen. Dies führt schnell zu einer Übersäuerung des Blutes, einer metabolischen Azidose. Um diese zu kompensieren, muss der Betroffene schnell (Tachypnoe) und tief ausatmen, um Kohlendioxid (CO2) abzuatmen und der Übersäuerung entgegenzuwirken. Ansonsten kann die Übersäuerung sogar bei einem gesunden jungen Mann schnell zum Herzstillstand führen, nicht zum Erstickungstod. Entsprechend kann der zu Boden Gedrückte auch noch ausatmen und sagen, dass er nicht atmen kann, aber nicht mehr ausreichend tief einatmen und wird zunehmend erschöpft. Erschwerend kommt die Bauchlage dazu, und dass oftmals mehrere Polizisten den Betroffenen mit ihren Knien im Rücken fixieren, teils unter Anwendung ihres Körpergewichts, zudem die Hände am Rücken fixiert sind. Und es gibt mehrere Fälle, in denen "Paramedics" die um ihr Leben Kämpfenden dann sediert haben und damit die kompensatorische Schnellatmung zusätzlich gehemmt haben. Auf diese Weise sind in den U.S.A. in den letzten zehn Jahren mehr als eintausend größtenteils gesunde Menschen wie George Floyd zu Tode gekommen.

## Als Liedtitel
„(I) Can’t Breathe“ (in der üblichen Großschreibung) ist Titel (oder Titelbestandteil) zahlreicher Lieder, zudem einiger Alben und TV-Serien-Episoden, die größtenteils vor 2013 entstanden sind.